# Élections municipales somalilandaises de 2002
Les élections municipales somalilandaises de 2002 se déroulent le 15 décembre 2002 au Somaliland.
Les élections voient arriver en tête les partis UDUB, Kulmiye et UCID qui, en vertu de la constitution, deviennent pour dix ans les trois seuls partis autorisés à concourir aux élections présidentielles et législatives nationales.

## Système électoral
Le Somaliland est un État de la Corne de l'Afrique s'étant autoproclamé indépendant de la Somalie en 1991 et qui n'est pas reconnu par la communauté internationale. Les élections sont ainsi organisées peu après le référendum de 2001 au cours duquel la population approuve une nouvelle constitution affirmant l'indépendance du pays.
Le scrutin vise en premier lieu à élire pour cinq ans les membres des 23 conseils municipaux et conseils de district des six régions du pays pays, les conseils élisant à leurs tours les maires.
Il représente également un test électoral de premier plan. La constitution du Somaliland limite en effet à trois le nombre de partis politiques pouvant participer aux élections présidentielles et législatives. Cette disposition est alors mise en place dans le but de limiter le tribalisme politique dans le pays, les dernières élections législatives organisées dans le pays en 1969 ayant vu plus d'une soixantaine de partis se composer sur des bases claniques, menant à une importante fragmentation du champ politique dans ce qui était alors encore une partie de la Somalie. 
Les élections municipales, pour lesquelles le multipartisme intégral est autorisé, servent de primaires à ce système, les trois partis arrivant en tête devenant pour dix ans ceux autorisés à concourir aux scrutins nationaux. La loi électorale fixe de fait le seuil à l'obtention de 20 % des suffrages dans au moins quatre des six régions du pays, mais permet aux trois partis arrivés en tête de se qualifier si moins de trois partis ont réuni ces conditions. À l'inverse, un parti arrivé dans le trio de tête au niveau national peut en théorie ne pas être qualifié s'il ne réunit pas les conditions et que trois autres partis les réunissent, une spécificité devant inciter à éviter la fragmentation des partis,.

## Déroulement
La participation est évaluée à environ 70 % par la délégation d'observateurs de l'Union Européenne, le total de la population somalilandaise en âge de voter étant alors inconnu de manière précise. La délégation juge le scrutin d'une « qualité aussi élevé que réalistiquement possible dans les conditions du pays », grâce notamment à l'aide matérielle et logistique des donneurs internationaux. L'élection est ainsi qualifiée de succès louable pour la commission électorale, s'étant déroulée sans incidents - « peut être l'une des plus paisibles des vingt dernières années en Afrique » - et ouvrant la voie au développement de la démocratie dans le pays, bien que ne constituant encore qu'un « premier pas ».

## Résultats
| Partis                   | Partis                                                             | Voix     | %     | Sièges |  |
| ------------------------ | ------------------------------------------------------------------ | -------- | ----- | ------ |  |
|                          | Parti démocratique du peuple uni (UDUB)                            | 179 389  | 40,76 |        |  |
|                          | Parti kulmiye de la paix, de l'unité et du développement (Kulmiye) | 83 389   | 18,90 |        |  |
|                          | Pour la justice et le développement (UCID)                         | 49 444   | 11,24 |        |  |
|                          | Alliance pour la démocratie islamique au Somaliland (Sahan)        | 47 942   | 10,89 |        |  |
|                          | Champions de la paix et de la prospérité (Hormod)                  | 40 538   | 9,21  |        |  |
|                          | Alliance pour la démocratie et le salut (Asad)                     | 39 596   | 9,00  |        |  |
|                          |                                                                    |          |       |        |  |
| Total                    | Total                                                              | 440 067  | 100   | 379    |  |
| Inscrits / Participation | Inscrits / Participation                                           | ≈628 000 | ≈70   |        |  |